# نهر بارون
نهر بارون (كوينزلاند) Barron River- Queensland 

يقع نهر بارون في سهول أثرتون الداخلية (Atherton Tableland) من كيرنز (Cairns) في مقاطعة الشمالية بأستراليا، يلبغ طوله 165 كم من منبعه حتى بحيرة تينارو (Tinaroo)، وتبلغ مساحة مستجمع مياهه ما يقرب من 2138 كم ². 

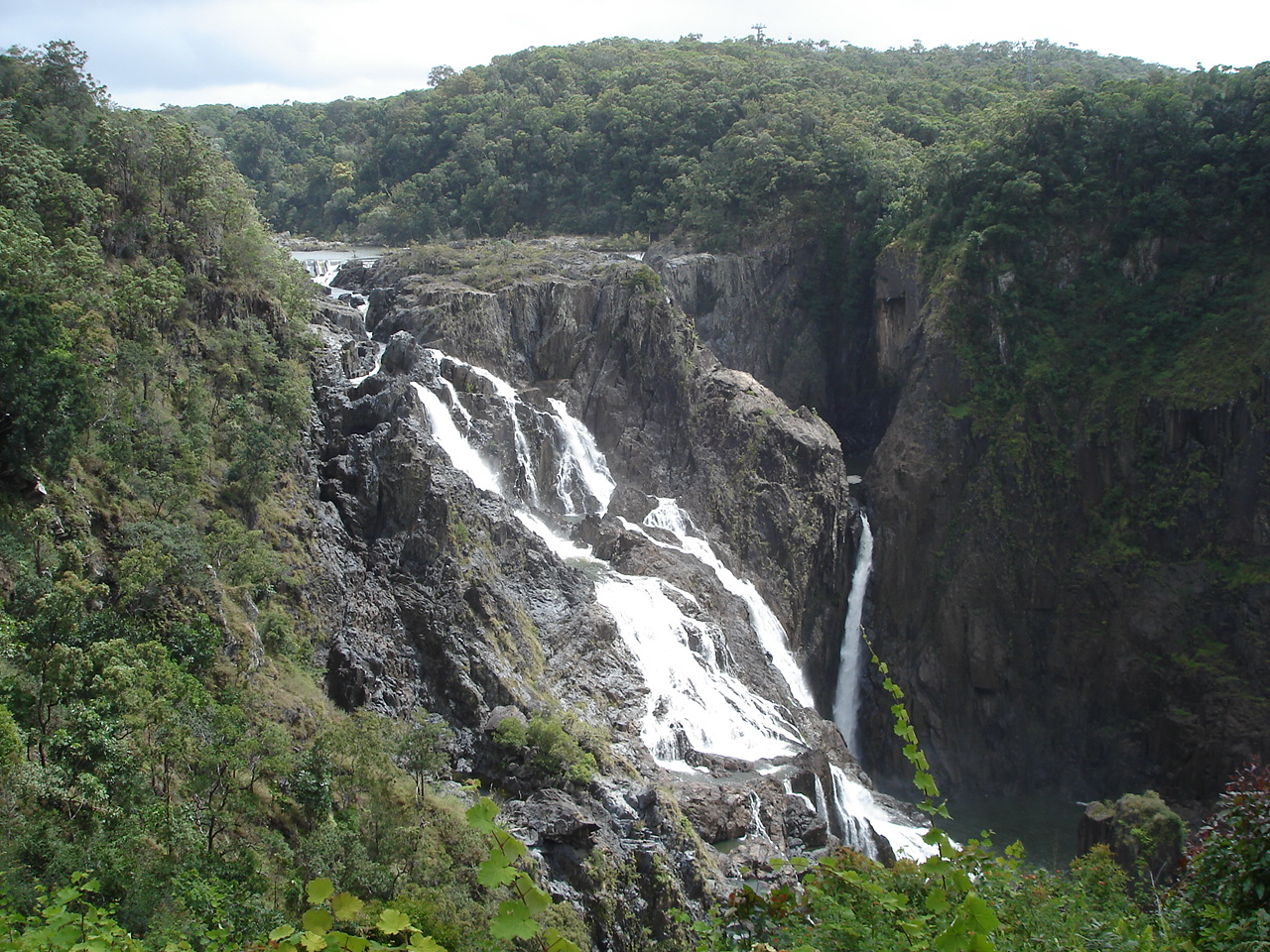
شلال نهر بارونكوينزلاند